# General Holmes Drive
Der General Holmes Drive ist eine Stadtautobahn im Südosten von Sydney im Osten des australischen Bundesstaates New South Wales. Er verbindet The Grand Parade in Brighton-Le-Sands mit dem Joyce Drive in Mascot. Der größte Teil der Straße gehört zur Metroad 1, die den Kingsford Smith International Airport mit der Innenstadt verbindet.
Der Freeway wurde nach dem im Ersten Weltkrieg gefallenen australischen General William Holmes (1862–1917) benannt.

## Verlauf
Am Westufer der Botany Bay bildet der General Holmes Drive im südlichen Vorort Brighton-Le-Sands die Fortsetzung der Straße The Grand Parade (Met-1) nach Norden, durch den Vorort Kyeemagh. An der Südwestecke des Flughafengeländes, wo der East Freeway (Met-5) von Westen her mündet, überquert der Freeway den Cooks River, biegt nach Osten ab und wird in einem Tunnel unter den Start- und Landebahnen des Flughafens hindurchgeführt.
Der General Holmes Drive führt dann um den Flughafen herum bis auf dessen Ostseite. Dort, nördlich des Stadtteils Botany, zweigt am Mill Pond der Southern Cross Drive (Met-1) nach Osten ab. Der General Holmes Drive verliert dort seine Nummerierung an ihn und führt noch einige hundert Meter entlang der Ostgrenze des Flughafengeländes nach Mascot. Dort endet er am Joyce Drive.

## Ausbauzustand
Im Bereich von Kyeemagh ist der General Holmes Drive sechsspurig ausgebaut. Entlang des Flughafens ist er achtspurig. Auf den East Freeway kann man nur vom General Holmes Drive Richtung Osten auffahren und vom East Freeway ist nur eine Abfahrt auf den General Holmes Drive Richtung Westen vorgesehen.

## Kreuzungen und Anschlüsse
| General Holmes Drive |                             |                                |                                                                               |
| Anschlüsse Richtung Norden / Westen | Entfernung nach Sydney (km) | Entfernung nach Melbourne (km) | Anschlüsse Richtung Süden / Osten                                             |
| Ampelkreuzung (im Uhrzeigersinn vom Tunnel aus) Lords Road Joyce Drive nach Sydenham (4 km) und Arncliffe (6 km) Wentworth Avenue nach Maroubra (5 km)           |                             |                                |                                                                               |
| Ende General Holmes Drive | --                          | 868                            | Beginn General Holmes Drive                                                   |
| Ampelkreuzung (im Uhrzeigersinn vom Tunnel aus) General Holmes Drive zum Flughafen (1 km) Mill Pond Drive nach Botany (1 km) und Alexandria (5 km)               |                             |                                |                                                                               |
| Sydney, Newcastle Southern Cross Drive | 13                          | 867                            | weiter als                                                                    |
| Maroubra, La Perouse Foreshore Road | 13,5                        | 866,5                          | Maroubra, La Perouse Foreshore Road                                           |
| FLUGHAFENTUNNEL | 15                          | 865                            | FLUGHAFENTUNNEL                                                               |
| keine Ausfahrt | 16                          | 864                            | Campbelltown, Canberra, Melbourne East Freeway                                |
| Ampelkreuzung (im Uhrzeigersinn vom Tunnel aus) Bestic Street General Holmes Drive nach Wollongong (70 km) und Nowra (147 km) Bestic Street nach Rockdale (2 km) |                             |                                |                                                                               |
| Beginn General Holmes Drive weiter von The Grand Parade | 18                          | --                             | Ende General Holmes Drive weiter als The Grand Parade nach Wollongong / Nowra |